# Jakub Hanák
Pour les articles homonymes, voir Hanak (homonymie).
Jakub Hanák, né le 26 mars 1983 à Uherské Hradiště, est un rameur tchèque.

## Biographie

### Palmarès

#### Aviron aux Jeux olympiques
- 2004 à Athènes,  Grèce
  -  Médaille d'argent en quatre de couple[1]

#### Championnats du monde d'aviron
- 2003 à Milan,  Italie
  -  Médaille d'argent

#### Championnats d'Europe d'aviron
- 2007 à Poznań,  Pologne
  -  Médaille d'or